# Benito Doblado
Benito Doblado Velázquez (Lebrija, provincia de Sevilla, 14 de marzo de 1971) es un exjugador de baloncesto español. Con 1.95 metros de estatura, jugaba en la posición de Escolta. La característica principal de este jugador es ser un tirador mortífero desde el triple 

## Clubes
- Real Madrid Juvenil.
- 1989-90 Caja San Fernando Junior.
- 1990-98 ACB. Caja San Fernando.
- 1998-01 ACB. Cáceres C.B.
- 2001-02 ACB. Cantabria Lobos. Entra por Alberto Miguel en octubre.
- 2002-02 ACB. Cantabria Lobos. Cortado por Carlos Rodríguez.
- 2002-03 LEB. CB Ciudad de Huelva. Entra en octubre.
- 2003-04 LEB CAI Zaragoza.
- 2004-05 EBA CAI Huesca La Magia.
- 2005-06 LEB CAI Zaragoza.
- 2006-07 EBA Club Baloncesto El Olivar.